# Wem
Pour les articles homonymes, voir Wem (homonymie).

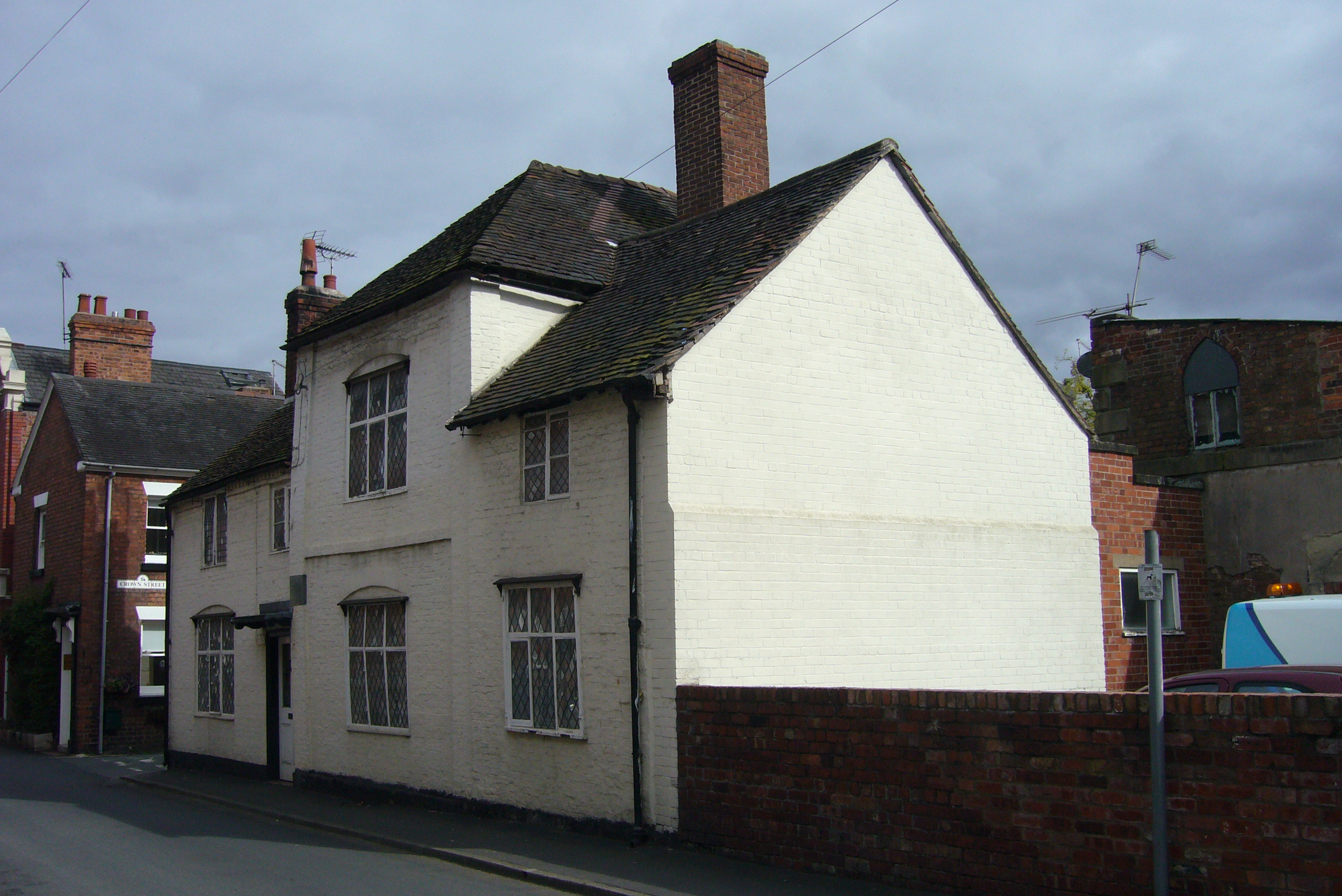
La demeure de William Hazlitt à Hem.

Wem est une ville et une paroisse civile du Shropshire, en Angleterre. Elle est située à une quinzaine de kilomètres au nord de Shrewsbury. Au moment du recensement de 2001, elle comptait 5 142 habitants.

## Personnalités liées à la ville
- Le juge George Jeffreys (1645-1689) est fait baron Jeffreys de Wem en 1685
- Le peintre John Astley (1724-1787) est né à Wem.
- L'écrivain William Hazlitt (1778-1830) a passé une partie de son enfance à Wem.
- Les acteurs Peter Jones (1920-2000) et Peter Vaughan (1923-) sont nés à Wem.